# École nationale d'ingénieurs
Pour les articles homonymes, voir ENI.
En France, une école nationale d’ingénieurs (ENI) est une école d’ingénieurs publique en cinq ans. Créé dans les années 1960, le statut est abrogé en 2024.

## Historique

### Création

Ancien logo du Groupe ENI.

L’histoire des écoles nationales d’ingénieurs remonte aux années 1950. En effet, cette époque fut une période de pessimisme pour les ingénieurs techniques, leur secteur n’étant pas porteur. Le nombre d’ingénieurs Arts et Métiers (ENSAM) alors formés par an était de 360 en 1959, nombre jugé fortement insuffisant par l’union des industries métallurgiques qui en 1956 mit en évidence par une vaste enquête un besoin annuel de 728 ingénieurs Arts et Métiers. Par ailleurs, le marché commun qui s’ouvrait placerait la France dans une place délicate en cas de manque de personnel technique.
C’est alors que la direction de l’enseignement technique commença à étudier la création de trois nouveaux centres ENSAM : Bordeaux, Le Havre et Toulouse. La Société des Arts et Métiers fut alors très divisée sur le nombre de Gadz'arts formés par an. Certains pensaient qu’il fallait se plier aux besoins de l’industrie, d’autres pensaient qu’il fallait entretenir un certain manque de Gadz'arts, afin de les rendre rares et chers. Il fallut que le bureau de la Société adopte une position intermédiaire : une seule école fut ouverte, celle de Bordeaux-Talence en 1963.
Il fallait tout de même répondre aux besoins de la société. Deux types d’écoles d'ingénieurs publiques en quatre ans après le baccalauréat sont alors créées à l’instar des Fachhochschulen germaniques : les écoles nationales d'ingénieurs (ENI) et les instituts nationaux des sciences appliquées (INSA). Dans les deux cas, ces écoles évolueront en formations en cinq ans, en grande partie à cause de la massification simultanée des diplômes universitaires de technologie (DUT) et des brevets de technicien supérieur (BTS). Ayant vocation à préparer des ingénieurs « de terrain » opérationnels dans le milieu industriel, elles développent une importante politique de stages. 
En 2000, un décret fixe une organisation commune aux quatre écoles et un statut d’établissements publics nationaux à caractère administratif, ayant vocation à être rattachées à un établissement public à caractère scientifique, culturel et professionnel,,,. En 2002, l'ENI de Tarbes se rattache à l'institut national polytechnique de Toulouse (Toulouse INP).
La loi relative à l'enseignement supérieur et à la recherche de 2013 accélérant les politiques de sites, les écoles se fondent dans d’autres réseaux. L'ENI de Brest s’associe à l'Institut Mines-Télécom.
En 2024, le statut des ENI est abrogé.

## Les écoles
| ENIT ENIB ENISE ENIM |

| école                                         | création                                                                                           | changement de statut |
| --------------------------------------------- | -------------------------------------------------------------------------------------------------- | --- |
| École nationale d'ingénieurs de Belfort       | 1964,                                                                                              | 1999 : fusion avec l'institut polytechnique de Sevenans pour devenir l’université de technologie de Belfort-Montbéliard                             |
| École nationale d'ingénieurs de Brest         | 1961                                                                                               | 2025 : devient l'EPSCP Institut national polytechnique de Bretagne, établissement-composante de l'université de Bretagne-Occidentale.               |
| École nationale d'ingénieurs de Metz          | 1960                                                                                               | 2015 : devient est une école interne du collégium Institut national polytechnique de Lorraine de l’université de Lorraine                           |
| École nationale d'ingénieurs de Saint-Étienne | 1964,                                                                                              | 2009 : devient un établissement public à caractère scientifique, culturel et professionnel intégré à l'école centrale de Lyon au 1er janvier 2021   |
| École nationale d'ingénieurs de Tarbes        | 1963,                                                                                              | 2024 : devient l'Université de technologie de Tarbes                                                                                                |
| École nationale d'ingénieurs du Val de Loire  | 2006 : l'école d'ingénieurs du Val-de-Loire (école interne de l’université de Tours) change de nom | 2014 : fusion avec l’école nationale supérieure d'ingénieurs de Bourges pour créer l’institut national des sciences appliquées Centre Val de Loire. |

En 2015, l'ENIM crée l'école d'ingénieurs sino-française de Nanjing (en chinois : 南京理工大学中法工程学院), abrégée en ENI NJUST, en partenariat avec l'université de science et technologies de Nanjing. C'est l'un des 14 instituts sino-français accrédités de coopération universitaire par le ministère de l’éducation chinois. Environ 300 élèves-ingénieurs chinois effectuent leurs études dans cette école qui suit en 6 ans le modèle de formation de l'ENIM. Ces deux écoles disposent de partenariats qui leur permettent d'échanger leurs étudiants pour des cursus dans le cadre de la mobilité internationale,.
Enfin, il a existé une école nationale d’ingénieurs de Strasbourg, créée en 1950 – devenue ensuite école nationale supérieure des arts et industries de Strasbourg en 1966 puis institut national des sciences appliquées de Strasbourg – qui n’a que le nom en commun avec les autres écoles.

## Contenu des formations
Les ENI forment ou formaient des ingénieurs généralistes dans les spécialités suivantes :
- Génie mécanique et génie industriel à l'ENIT ;
- Électronique, informatique et mécatronique à l'ENIB ;
- Génie mécanique, génie civil et génie physique à l'ENISE ;
- Génie mécanique et productique à l'ENIM ;
- Génie électrique et informatique industrielle, génie mécanique, mécatronique et management des systèmes industriels à l'ENIVL ;
- Génie mécanique et gestion de production à l'ENIBe ;

La formation est composée d’un tronc commun complété d’une spécialisation en 4e ou en 5e année selon les écoles. Ce tronc commun est composé de sciences de bases (mathématiques, physique, informatique, thermodynamique, optique, électricité, électromagnétisme, chimie, etc), de sciences de l'ingénieur, de sciences humaines et sociales et de langues vivantes. Parallèlement à cet enseignement théorique, l'élève ingénieur reçoit un enseignement pratique qui représente environ 60 % de la formation : stages (pour un total de 12 à 15 mois), projets, travaux pratiques.
Le cursus de formation initiale est organisé en 10 semestres (5 ans) ou 6 semestres (3 ans) après bac+2. Le diplôme d’ingénieur ENI est habilité par le ministre chargé de l’enseignement supérieur après avis de la commission des titres d'ingénieur (CTI). La formation dans les ENI peut également se faire par alternance, sous statut d'apprenti à partir de bac+2. Il est également possible d'obtenir le diplôme d'ingénieur ENI en formation continue. Cette voie d'obtention du diplôme concerne les salariés ayant un niveau minimum bac+2 et au moins trois ans d'expérience professionnelle. Ils intègrent une des ENI en semestre 7 (4e année) sur dossier. Enfin, on peut aussi obtenir le diplôme d'ingénieur ENI par valorisation des acquis de l'expérience (VAE). Il faut avoir un minimum niveau bac+2 et au moins cinq ans d'expérience en milieu industriel ; un jury constitué de professeur ENI et de professionnel valident ou non l'expérience professionnelle de la personne.
Les ENI proposent également des masters II en partenariat avec les universités et groupes avec lesquelles elles sont associées. Ils permettent de préparer un double diplôme master II + diplôme d'ingénieur ENI et ouvrent la voie de la préparation d'une thèse.
Les écoles du groupe ENI disposent également d'un réseau d'universités et d'écoles partenaires en Europe et dans le monde. Plus de la moitié des étudiants diplômés ENI ont eu une expérience à l'étranger (stage ou échange : Erasmus +, FITEC et European project semester pour l'ENIT) pendant leur formation.

## Recherche
Par ailleurs, les ENI s'appuient sur 8 laboratoires de recherche dans lesquels travaillent un total de 128 enseignants-chercheurs et 137 doctorants en 2018. Le groupe ENI consacre 12 millions d'euros par an à la recherche.
| ENI           | Laboratoire | Domaines | Structures partenaires                                                                               |
| ------------- | --- | --- | --- |
| Brest         | Lab-STICC : laboratoire des sciences et techniques de l'information, de la communication et de la connaissance | Communications numériques, traitement du signal, micro-ondes, optoélectronique, matériaux, systèmes embarqués, électronique, informatique, et sciences de la connaissance                   | CNRS, IMT Atlantique, université de Bretagne-Sud, université de Bretagne-Occidentale, ENSTA Bretagne |
| Brest         | IRDL : institut de recherche Dupuy de Lôme                                                                     | Composites – Assemblages multi-matériaux – Structures, fluides et interactions – Systèmes énergétiques et procédés thermiques – Comportement et durabilité des matériaux                    | CNRS, IMT Atlantique, université de Bretagne-Sud, université de Bretagne-Occidentale, ENSTA Bretagne |
| Metz          | LCOMS : laboratoire de conception, optimisation et modélisation des systèmes                                   | Optimisation des systèmes complexes, aide à la personne et à la communication, conception des systèmes électroniques embarqués, systèmes de santé                                           | CNES, université de Lorraine                                                                         |
| Metz          | LEM3 : laboratoire d'étude des microstructures et mécanique des matériaux                                      | Mécanique des matériaux, des structures et du vivant – Ingénierie des microstructures, procédés, anisotropie, comportement – Thermomécanique des procédés et des interactions outil-matière | CNRS, université de Lorraine, Arts et Métiers ParisTech                                              |
| Metz          | LGIPM : laboratoire de génie industriel et de production de maintenance                                        | Logistique & maintenance – Informatique & applications | Université de Lorraine                                                                               |
| Metz          | LCFC : laboratoire de conception fabrication commande                                                          | Conception intégrée – Fabrication avancée – Commande | Institut Carnot ARTS, université de Lorraine, Arts et Métiers ParisTech                              |
| Saint-Étienne | LTDS : laboratoire de tribologie et dynamique des systèmes                                                     | Tribologie, physico-chimie & dynamique des surfaces – Mécanique matériaux et procédés – Dynamique des systèmes complexes – Géomatériaux et construction durable                             | CNRS, Centrale Lyon, ENTPE, institut Carnot Ingénierie @ Lyon, université de Lyon                    |
| Tarbes        | LGP : laboratoire génie de production                                                                          | Interfaces et matériaux fonctionnels – Mécanique des matériaux, des structures et procédés – Décision et interaction dynamiques pour les systèmes – Systèmes décisionnels et cognitifs      | Toulouse INP, université fédérale de Toulouse-Midi-Pyrénées                                          |

## Admissions

### Admission en1reannée d’études
Le concours ENI n'existe plus. Le recrutement pour les ENI de Tarbes (depuis 2014), Brest, Metz (depuis 2018) et Saint-Étienne (depuis 2019) se fait à partir du concours Geipi Polytech via Parcoursup. Il est ouvert aux bacheliers ou élèves de terminale générale ayant un parcours scientifique (534 places dans les ENI pour 2021) ou STI2D (20 places dans les ENI pour 2021). La sélection se fait soit sur examen du dossier scolaire et concours écrit, soit sur examen du dossier scolaire et entretien oral pour les élèves dits « grands admissibles ». À l'ENIB et l'ENIM, les candidats de STI2D reçus sont directement intégrés dans l'école comme les candidats issus de bac général. À l'ENIT, ils étudient dans un IUT partenaire pendant les deux premières années puis intègrent la formation d'ingénieur pour les trois dernières années,.
L'ENIT et l'ENIB proposent également une admission en 1re année décalée en janvier ou février pour les bacheliers généraux voulant se réorienter après un semestre ou ayant eu leur baccalauréat après la rentrée scolaire. Cette admission concerne les élèves ayant un rang de classement qui leur aurait permis d'intégrer l'ENIT ou l'ENIB en septembre de la même année universitaire ou à ceux ayant eu une mention au baccalauréat,.
| École         | Série S | Série STI2D | Autres | Total |
| ------------- | ------- | ----------- | ------ | ----- |
| Brest         | 125     | NC          | 4      | 129   |
| Metz          | 129     | 9           | 2      | 140   |
| Saint-Étienne | 115     | 0           | 4      | 119   |
| Tarbes        | 158     | 8           | 7      | 173   |

### Admission en3eannée d’études
Le recrutement en 3e année (452 places pour 2021) concerne les élèves ayant fini leurs années de classe préparatoire aux grandes écoles scientifique (CPGE MP, PC, PSI, PT, TSI ou ATS) ou de classe préparatoire intégrée (CPI) ainsi que les titulaires d'un diplôme universitaire de technologie (DUT), d'un brevet de technicien supérieur (BTS) et d'une licence (L2, L3 ou professionnelle) correspondant à la spécialité de l'école. Les étudiants peuvent suivre la formation initiale et ainsi rejoindre les élèves présents depuis le bac ou suivre la formation sous statut d'apprenti.
Pour les élèves issus de CPGE souhaitant postuler à l'ENI de Tarbes, il s’agit d’une admission sur le concours e3a-Polytech – mutualisé avec le concours CCINP – en banque de notes, et sur la banque Physique et Technologie (banque PT). Pour les trois autres ENI, le concours Groupe ENI est organisé sur examen du dossier et éventuel entretien de motivation (ce concours pouvant être appelé abusivement « admission sur titres », ou « AST »).
Les élèves issus de DUT, BTS ou Licence 2, 3 ou professionnelle peuvent également être admis sur titres quelle que soit l'école.
| École         | CPGE | CPI | DUT | BTS | L2/L3 | Autres | Total |
| ------------- | ---- | --- | --- | --- | ----- | ------ | ----- |
| Brest         | 9    | 0   | 7   | 1   | 0     | 22     | 39    |
| Metz          | 34   | 3   | 52  | 11  | 6     | 4      | 110   |
| Saint-Étienne | 9    | 0   | 87  | 14  | 5     | 25     | 140   |
| Tarbes        | 25   | 5   | 54  | 4   | 9     | 9      | 106   |

### Autres admissions
Selon l’école, il est possible d'y rentrer en 2e ou 4e année d’études.
Les écoles nationales d'ingénieurs recrutent également des étudiants étrangers issus d'établissements avec lesquels elles ont signé une convention.

## Vie étudiante
La vie étudiante des écoles nationales d'ingénieurs est rythmée d'événements organisés par les étudiants eux-mêmes, tels que l'Intégration qui permet d'inculquer les « Traditions » aux nouveaux élèves,, le gala des 5e années, ou diverses soirées. Par ailleurs, les emplois du temps de ces écoles sont tels qu'ils permettent aux étudiants de s'impliquer dans différents associations ou clubs, qu'ils soient sportifs, culturels, techniques, humanitaires, etc. Cette implication permet d'acquérir des compétences sociales et relationnelles, souvent déterminantes lors d’une recherche d’emploi.
De plus, un événement est commun à toutes les ENI : les jeux Ω-ENI (Inter-ENI). C'est une rencontre sportive organisée chaque année à tour de rôle par l'ENIT, l'ENIB et l'ENISE, et opposant ces trois écoles ainsi que l'ENIM, l'INSA CVL (ancienne ENIVL) et l'UTBM (ancienne ENIBe). Il s'agit d'une grande fête agrémentée de sport et de jeux, permettant de créer et de resserrer les liens entre les étudiants des différentes délégations du groupe ENI. Les étudiants de l'ENIT y arborent une blouse blanche et un béret rouge à pompon blanc, ceux de l'ENIB y portent une salopette orange et un béret bleu ou un bonnet de marin rayé, les étudiants de l'ENISE sont vêtus d'une blouse bleue et d'un béret vert à pompon jaune, les étudiants de l'ENIM portent un béret blanc et une blouse noire ou une salopette imprimé militaire gris, ceux de l'ex ENIVL arborent un gilet jaune de sécurité et un casque de chantier, et enfin ceux de l'ex ENIBe sont vêtus d'une blouse bordeaux (ou noire, avant 1999) et d'un béret bleu à pompon jaune. Tous ces vêtements folkloriques, rappelant les biaudes des Gadzarts, sont décorés par leur propriétaires avec des dessins, des broderies, des pompons et leur surnom.

## Sources
1. ↑  « Histoire des Écoles d'Arts et Métiers... de la boîte à fumée à l'ENSAM », sur trads.am.free.fr.
2. ↑  Arnaud Evrard, « Histoire de savoir... », Bulletin Interne de Liaison AniENIT, no 69,‎ juin 2013 (lire en ligne)
3. ↑  [PDF]Conférence des directeurs des écoles françaises d'ingénieurs, « Les écoles françaises d’ingénieurs : trois siècles d’histoire ».
4. ↑  « Les ENI, cinq écoles de « terrain » », sur journaldesgrandesecoles.com, février 2011.
5. ↑  Décret no 2000-271 du 22 mars 2000 portant organisation des écoles nationales d’ingénieurs
6. ↑  Décret no 2002-1107 du 30 août 2002 portant rattachement de l'Ecole nationale d'ingénieurs de Tarbes à l'Institut national polytechnique de Toulouse
7. ↑  Décret no 2002-1290 du 23 octobre 2002 portant rattachement de l'Ecole nationale supérieure d'ingénieurs de Bourges à l'université d'Orléans
8. ↑  Décret no 2004-1436 du 23 décembre 2004 portant rattachement de l'Ecole nationale d'ingénieurs de Brest à l'université de Brest
9. ↑  « L'Enib rejoint le réseau d'écoles de Mines-Télécom », Ouest-France,‎ 3 février 2014 (lire en ligne)
10. 1 2  Décrets n° 2024-522 du 7 juin 2024 relatif à l'Ecole nationale d'ingénieurs de Brest et n° 2025-177 du 24 février 2025 portant création de l'Université de Brest et approbation de ses statuts
11. ↑  Arrêté du 17 juillet 1962 portant création d’un section d’école d’ingénieurs au lycée technique d’État de Belfort
12. 1 2  Décret du 21 mai 1964 pourtant création d’une école nationale d’ingénieurs à Belfort et à Saint-Étienne
13. ↑  Décret no 99-24 du 14 janvier 1999 portant création de l'université de technologie de Belfort-Montbéliard
14. ↑  Décret du 15 novembre 1961 portant création d’une école nationale d’ingénieurs électroniciens à Brest
15. ↑  Décret du 29 février 1960 créant une école nationale d’ingénieurs à Metz
16. ↑  Décret no 2015-1133 du 11 septembre 2015 portant intégration de l'Ecole nationale d'ingénieurs de Metz à l'université de Lorraine
17. ↑  Arrêté du 13 juillet 1961 portant création d’une section d’école d’ingénieurs auprès du lycée technique d’État de Saint-Etienne
18. ↑  Décret no 2009-1513 du 7 décembre 2009 relatif à l’école nationale d’ingénieurs de Saint-Étienne
19. ↑  Décret no 2020-159 du 24 février 2020 portant intégration de l'Ecole nationale d'ingénieurs de Saint-Etienne à l'Ecole centrale de Lyon
20. ↑  Décret du 6 janvier 1964 créant une école nationale d’ingénieurs à Tarbes
21. ↑  Arrêté du 15 février 1694 portant  ouverture de l'école nationale d'ingénieurs de Tarbes le 1er octobre 1963
22. ↑  Décret 2023-1094 du 24 novembre 2023 relatif à l'Université de technologie de Tarbes
23. ↑  Décret no 2006-932 du 27 juillet 2006 portant création de l'Ecole nationale d'ingénieurs du Val de Loire
24. ↑  Décret no 2013-521 du 19 juin 2013 portant création de l'Institut national des sciences appliquées Centre Val de Loire
25. ↑  « ENI NUST 南京理工大学中法工程学院 Sino-french engineer school », sur sfesn.njust.edu.cn (consulté le 18 septembre 2018).
26. ↑  ENIM - Ecole Nationale d'Ingénieurs de Metz, « L’Ecole d’Ingénieurs Sino-française de NJUST accréditée « institut sino-français de coopération universitaire » par le Ministère chinois de l’éducation. », ENIM actus,‎ 11 septembre 2015 (lire en ligne)
27. 1 2 3 4 5 6 7  Plaquette ENI, 2021 (lire en ligne)
28. ↑  Décret no 50-1056 du 29 août 1950 portant organisation de l’école nationale d’ingénieurs de Strasbourg
29. ↑  Décret no 66-858 du 11 novembre 1966 modifiant le décret no 50-1056 du 29 août 1950 portant organisation de l’école nationale d’ingénieurs de Strasbourg
30. ↑  Décret no 2003-191 du 5 mars 2003 portant création de l'Institut national des sciences appliquées de Strasbourg
31. ↑  « L'ingénieur ENIT par formation continue », sur enit.fr.
32. ↑  « L'ingénieur ENIT par VAE », sur enit.fr.
33. ↑  « Recherche - Groupe ENI », sur ingenieur-eni.fr.
34. ↑  « Présentation Lab-STICC », sur labsticc.fr (consulté le 29 septembre 2018).
35. ↑  « IRDL », sur irdl.fr (consulté le 29 septembre 2018).
36. ↑  « Laboratoire de Conception, Optimisation et Modélisation des Systèmes », sur lcoms.univ-lorraine.fr (consulté le 29 septembre 2018).
37. ↑  « LEM3 : 3 DÉPARTEMENTS AU 1ER JANVIER 2018 », sur lem3.univ-lorraine.fr (consulté le 29 septembre 2018).
38. ↑  « LGIPM : LABORATOIRE DE GÉNIE INFORMATIQUE, DE PRODUCTION ET DE MAINTENANCE (EA 3096) », sur lgipm.univ-lorraine.fr (consulté le 29 septembre 2018).
39. ↑  « Thèmes de recherche - LCFC », sur lcfc.ensam.eu (consulté le 29 septembre 2018).
40. ↑  « Organisation du LTDS », sur ltds.ec-lyon.fr (consulté le 29 septembre 2018).
41. ↑  « Equipes LGP - ENIT », sur lgp.enit.fr (consulté le 29 septembre 2018).
42. ↑  « L'ENIT intègre le groupe Geipi Polytech », Pyrénées Info,‎ septembre 2014 (lire en ligne)
43. ↑  « LES ENI DE BREST ET DE METZ ADHÈRENT AU CONCOURS GEIPI POLYTECH », sur sup-admission.com, novembre 2017.
44. ↑  Service Concours Geipi Polytech, RÈGLEMENT DU CONCOURS Geipi Polytech "filière Générale" 2021, janvier 2021, 5 p. (lire en ligne)
45. ↑  « Epreuves du concours STI2D-STL | Concours Geipi Polytech | Déroulement du Concours Geipi Polytech STI2D-STL », sur geipi-polytech.org (consulté le 22 novembre 2017).
46. ↑  « Rentrée décalée, rebond ENIT », sur enit.fr (consulté le 19 mars 2020).
47. ↑  « ENIB - Rentrée décalée », sur enib.fr (consulté le 23 décembre 2019).
48. 1 2  « Données certifiées CTI - Ecole nationale d'ingénieurs de Brest (campagne 2020) », sur cti-commission.fr (consulté le 26 mars 2021).
49. 1 2  « Données certifiées CTI - Ecole nationale d'ingénieurs de Metz (campagne 2020) », sur cti-commission.fr (consulté le 26 mars 2021).
50. 1 2  « Données certifiées CTI - Ecole nationale d'ingénieurs de Saint-Etienne (campagne 2020) », sur cti-commission.fr (consulté le 26 mars 2021).
51. 1 2  « Données certifiées CTI - Ecole nationale d'ingénieurs de Tarbes (campagne 2020) », sur cti-commission.fr (consulté le 26 mars 2021).
52. 1 2  « Groupe ENI - Admission ».
53. ↑  « Les étudiants de l'Enit sur le pont », La Nouvelle République des Pyrénées,‎ 9 septembre 2016 (lire en ligne)
54. ↑  « Intégration 2k17 ENISE », sur bde-enise.eu, 14 septembre 2017.
55. ↑  « Une soirée forcément bénie des Dieux - 54e gala de l'ENIT », La Dépêche du Midi,‎ 11 novembre 2017 (lire en ligne)
56. ↑  « Cent nouveaux ingénieurs diplômés. 52e gala de l'ENIB », Le Télégramme,‎ 4 avril 2018 (lire en ligne)
57. ↑  Roger Luc, « Metz : à toute blinde en Solex pour la 32e course de l’Enim », Le Républicain Lorrain,‎ 29 mai 2017 (lire en ligne)
58. ↑  « Vie étudiante », sur ingenieur-eni.fr (consulté le 29 septembre 2018).
59. ↑  « 43e Jeux inter-ENI », Tarbes en direct,‎ 1er juin 2014 (lire en ligne)
60. ↑  « Histoire du folklore et des traditions Utébohémiennes », sur ae2.utbm.fr.